# Kettinge Kirke
Kettinge Kirke er en middelalderlig kirke i landsbyen Kettinge på det østlige Lolland.
Der har muligvis stået en trækirke på dette sted, men den ældste del af den nuværende kirke er bygget mellem 1200 og 1250 og havde fladt træloft og et halvrundt apsis mod øst. I begyndelsen af 1300-tallet blev kirken udvidet til dobbelt størrelse og forsynet med et tårn, så den nu fremtræder som en af landsdelens største kirker. Samtidig blev det flade loft erstattet af 6 spidsbuede gotiske hvælvinger. Alle hvælvingerne er rigt dekoreret med kalkmalerier, der er malet af Elmelundemesteren eller en af hans elever.

## Inventar
Døbefonten er i romansk stil og muligvis samtidig med den ældste kirke. En af kirkens klokker er fra 1401 og et krucifiks, der hænger på nordvæggen, er også fra den katolske tid. Altertavle og prædikestol er lavet af samme mester med initialerne C.L. og er fra 1612. Maleriet på altertavlen er en kopi af et billede af Jacob Jordaens (1593-1678): Hyrdernes tilbedelse. Orglet er fra 1860 og ombygget i 1897.

## Eksterne kilder og henvisninger
- Wikimedia Commons har flere filer relateret til Kettinge Kirke
- Denne artikel er skrevet på baggrund af en brochure, som kan fås på flere sprog i kirken.
- Otto Norn: Danmarks kirker, Maribo Amt b. 2
- Om Kettinge og Frejlev (Webside ikke længere tilgængelig)
- Kettinge Kirke hos KortTilKirken.dk
- Kettinge Kirke hos danmarkskirker.natmus.dk (Danmarks Kirker, Nationalmuseet)